# Collington
Collington is een civil parish in het Engelse graafschap Herefordshire. In 2001 telde het civil parish 61 inwoners. Collington komt in het Domesday Book (1086) voor als 'Col(l)intune'.